# Nupserha elongata
Nupserha elongata là một loài bọ cánh cứng trong họ Cerambycidae.